# 임자 조희룡 유배지
임자 조희룡 유배지는 전라남도 신안군 임자면 이흑암리에 있다. 2009년 12월 16일 신안군의 향토유적 제4호로 지정되었다.

## 개요
조희룡은 추사 김정희 등이 도입한 중국 남종 문인화로부터 이념미를 배제한 조선적 감각을 가미한 화풍의 세계를 연 인물로, 조선후기 예송논쟁에 휘말려 1851년 임자도로 유배되었다.